# Егоров, Алагуй Вячеславович
Алагу́й Вячесла́вович Его́ров (род. 23 июня 1989, Барнаул) — российский композитор, певец и аранжировщик. Стоял у истоков бурятского рэпа. Работает в жанрах рэп, хип-хоп, поп, этно. В СМИ часто именовался локомотивом бурятской эстрады. Один из основателей музыкального проекта Luxor.

## Биография
Алагуй Вячеславович Егоров родился 23 июня 1989 года в Барнауле. Вскоре после рождения Алагуя его семья переехала в Бурятию. Имя дали в честь прадеда по отцовской линии, Егорова Алагуя Ербахаевича. Родители — Егоров Вячеслав Юрьевич, Егорова Галина Доржиевна. Оба родителя врачи. Отец был хирургом, заведующим инфекционным отделением республиканской больницы. Мама работала лаборантом в первой детской поликлинике, в настоящее время она провизор. Будучи еще школьником уже получил признание как талантливого композитора, певца и аранжировщика. По словам матери, любовь Алагуя к музыке проявилась в нем в полтора года.
Сочинять музыку начал с девятого класса во время учебы в Республиканском бурятском национальном лицее-интернате № 1. Учитель музыки Хасаранов Дамба Цыренович, заслуженный работник культуры России, увидел в нем ростки таланта и порекомендовал Жалсану Батуевичу Санжиеву, в то время директору лицея, и Татьяне Григорьевне Ильиной, заместителю директора по воспитательной работе. Те, в свою очередь, помогли Алагую открыть студию: выделили отдельный кабинет, дали два синтезатора, компьютер. По словам самого композитора, именно преподаватели родной школы привили ему любовь к языку, бурятской музыке и культуре. Будучи школьником написал песню «Эжын найдал», которая впоследствии стала одной из любимых бурятских народных песен.

### Дебют и первые годы творчества
Дебютный сольный концерт состоялся в КСК ЗММК (Культурно-спортивном комплексе) города Улан-Удэ 28 августа 2009 года. В 2009 году Алагуй совместно со своим младшим братом, Лудубом Очировым, стали лауреатами Международного фестиваля детей и молодежи «Цветущая Чехия». Лудуб Очиров, один из самых юных бурятских певцов, получил широкую известность благодаря песне «Силён не тот, кто бьёт». Стихи песни — Баярма Очирова, музыка — Алагуй.
В 2010 году стал обладателем премии «Золотая лимба» в номинации композитор года. В этом же году песня Алагуя «Бу уйлыш даа, инагни» на стихи Нины Артугаевой, исполненная Цогтбаяр Лхагваевым заняла третье место на конкурсе, определившем имена эстрадных певцов, которые будут представлять Бурятию на Международном бурятском национальном фестивале «Алтаргана-2010» в Монголии.
В 2011 году песней года в Бурятии было признано произведение «Намайгаа бу мартаарай», музыка к которому была написана Алагуем. Исполнитель песни — Ринчин Дашицыренов, стихи — Нина Артугаева.

### Luxor
Один из проектов Алагуя — группа Luxor. Многие песни этой известной группы написаны самим Алагуем. Группа Luxor считалась известной в России уже в 2010 году. Поклонниками группы стали не только жители Бурятии, но и других городов постсоветского пространства: Иркутск, Чита, Львов, Екатеринбург, Ростов-на-Дону.
С лейблом Luxor Music в дальнейшем наладили сотрудничество многие коллективы и исполнители из разных регионов: Москвы, Тывы, Иркутска и Иркутской области, из Монголии и Внутренней Монголии. Довольно подробную информацию о своей музыкальной деятельности Алагуй поведал своим поклонникам в интервью на передаче «Максимальный эффект» в 2015 году.
В 2015 году Алагуй совместно со своим другом из коллектива Luxor, Артуром Шмыгином, стали авторами саундтрека к первому монгольскому экшну «Братья» («Миний ах атаман»). Песню «Мой брат» музыканты написали по заказу одной из лучших монгольских киностудий — «Фантастик продакшн». Партию на морин хууре исполнил бурятский музыкант Еши Дармахеев. Композицию в Монголии оценили и пригласили артистов на съемки в Улан-Батор. И 21 декабря 2015 года состоялась премьера клипа.
В 2016 году Алагуй и Артур Шмыгин презентовали клип с призывом спасти Байкал. Трек посвящён проблемам экологии великого озера. Над созданием клипа совместно с бурятскими музыкантами работали известный режиссёр Баяр Барадиев и оператор Роман Хлюстов из Забайкальского края.
3 марта 2018 года состоялась премьера песни «Весел и Пьян» («VIP»). Музыка и сведение: Алагуй Егоров. Этот трек является саундтреком к фильму «Каникулы президента».
19 мая 2018 года Luxor принял участие в IV ежегодном фестивале «Маёвка лайв» телеканала «Музыка Первого».
Песня Luxor и Ханны «Нарушаем правила» находилась в топе iTunes. По данным InterMedia композиция занимала второе место в данном топе. Аранжировкой трека занимался Алагуй. Премьера клипа состоялась 15 ноября 2018 года.
Совместная песня группы Luxor и Люси Чеботиной, No Cry, заняла итоговое 48-е место в LOVE RADIO TOP-100 — 2018. Также данная композиция занимала 10-е место в топе самых «Shazamируемых» песен.
В клипе Luxor «Ice» снялись участник шоу «Замуж за Бузову» Валентин Коробков и звезда «Холостяка» Аида Уразбахтина. Клип был презентован 13 декабря 2018 года.
В 2019 году Luxor дебютировал на Big Love Show 2019. Фестиваль Big Love Show от радиостанции Love Radio — один из самых значимых и грандиозных музыкальных событий в России.
Совместная композиция Luxor и Marie_Marie «Манекены» занимала 7-е место в русском чарте ТНТ MUSIC, а также 11-е место в ТОП 20 на Zvooq.online.
В 2020 Luxor и модель Алеся Кафельникова представили совместный EP «Город на дороге». В мини-альбом вошло четыре трека. В пресс-релизе, поступившем в редакцию InterMedia, пластинка описывается как «смелый хип-хоп-эксперимент». Свою музыкальную карьеру Кафельникова начала под псевдонимом Alesya KAF.

### Сотрудничество с другими исполнителями и коллективами и дальнейшая творческая деятельность
На счету Алагуя работы со многими звездами бурятской эстрады: группами «Лаккитон» и Real Life, исполнителями Чингисом Раднаевым, Нар-Оюу, Инной Шагнаевой, Чингисом Хандажаповым и многими другими. В настоящее время Алагуй активно сотрудничает также с коллективами из Москвы, Монголии и Внутренней Монголии.
В 2014 году Алагуй совместно с известным якутским исполнителем Jeada выпустили трек «Улаан-Yдэ — Якутск».
В 2017 году Алагуй презентовал новый клип китайского певца Дашазэгбын Дандара «Биде хоёрой хабар» («Наша с тобой весна»). Он сочинил музыку, текст же песне написала Нина Артугаева. В 2018 году презентовал песню «Её глаза» («Eyes 2 Eyes») совместно с рэпером из Китая. Композицию на монгольском языке исполняет рэпер BonDoo. На русском языке песня получила название «Она». Песни Алагуя во Внутренней Монголии пользуются большой популярностью, нередко становясь настоящими хитами.
15 ноября 2018 года был презентован клип «Кижинга» на стихи Ильи Резника, известного поэта-песенника и народного артиста России. Стихи для песни Илья Резник написал ещё в 1971 году во время поездки в Кижингу. Музыку к стихам сочинили бурятские музыканты Алагуй и Цырен Шойжонимаев. В клипе снялись бурятский путешественник Виталий Богатов и певец Ринчин Дашицыренов. Премьера самой песни «Кижинга» в исполнении Ринчина Дашицыренова состоялась 28 апреля 2018 года в Москве в зале Церковных Соборов Храма Христа Спасителя на вечере песен Ильи Резника.
25 февраля 2019 года был представлен совместный клип «Пегий конь» известной якутской хомусистки и певици Юлияны Кривошапкиной-Дьуруйээнэ и певицы Сарэнхуар из Внутренней Монголии. Аранжировкой и сведением музыкального произведения занимался Алагуй.
Летом 2019 года Алагуй в сотрудничестве с исполнителями из Внутренней Монголии выпустил альбом «Mongol. Made In Hohhot Vol. 1». 23 ноября 2019 года принял участие в совместном концерте исполнителей Jeada и Ponsash в Якутске, удостоившись хвалебных слов от мэра города Сарданы Авксентьевы.
В 2020 году снялся в клипе «Город моих ангелов», поддержав своего друга Артура Шмыгина.
В 2021 году принял участие в создании новой песни театра «Байкал» «Hүxэдни, таанадтаа». Клип был презентован на YouTube-канале театра «Байкал».
В 2022 году принял участие в сольном концерте Народной и Заслуженной артистки Бурятии Бадма-Ханды Аюшеевой. Также написал музыку для композиции «Иван Русский — Мама, Я вернусь», саундтрека к фильму «321-я сибирская» кинорежиссёра Солбона Лыгденова (см. «321-я стрелковая дивизия (2-го формирования)»). Одноимённый клип был представлен публике 14 апреля 2022 года, незадолго до премьеры первой части фильма «321-я сибирская» под названием «Братья», которая состоялась 9 мая 2022 года.

## Другая деятельность
Известен общественной деятельностью по сохранению бурятского языка и культуры. Часто в своих песнях затрагивает острые социальные проблемы.
Выступает за сохранение природы озера Байкал. Посвятил проблемам озера песню «Байкал Спасите», а также презентовал одноименный клип.
Занимается благотворительной деятельностью, помогая нуждающимся Бурятии и Монголии.
Пробовал заниматься политической деятельностью — выдвигал свою кандидатуру в депутаты Народного Хурала, Горсовета в 2013, 2014 годах.
Алагуй совместно с коллегами из Luxor Music занимался адаптацией перевода и озвучкой монгольского фильма «Братья» («Миний ах атаман») кинокомпании «Фантастик продакшн». Прокатом фильма в Улан-Удэ занималась телекомпания «АТВ». Участие в озвучке приняли Дулма Сунрапова, Ринчин Дашицыренов, директор Центра эстетического воспитания Наян Сагаев, участник группы «Хатхур Зу» Алихан, кавээнщик Костя Уладаев, радиоведущие и другие. Показ фильма в Улан-Удэ стартовал 3 марта 2016 года.
В 2017 году выпустил цикл видео «Буряты в Китае». В 2019 году в интервью рассказал о своей творческой деятельности в Китае.

## Награды и номинации
В 2009 году Алагуй стал лауреатом Международного фестиваля детей и молодежи «Цветущая Чехия».
В 2010 году стал обладателем премии «Золотая лимба» в номинации композитор года. В этом же году песня Алагуя «Бу уйлыш даа, инагни» заняла третье место на конкурсе, определившем имена эстрадных певцов, которые будут представлять Бурятию на Международном бурятском национальном фестивале «Алтаргана-2010» в Монголии.
В 2011 году организаторами премии «Золотая лимба» песней года в Бурятии была признано произведение «Намайгаа бу мартаарай», музыка к которому была написана Алагуем.

## Дискография

### Проект «Alagui»[1]

##### Альбомы
- 2019 — «Made In Hohhot, Vol. 1»
  - «Ovor Goo Ohin» совместно с Arsalan
  - «Huleesen Hair» совместно с Cyanic7
  - «Ub-Uu-Hh» совместно с Yumbu
  - «Chamguigeer» совместно с AOQEROHM$
  - «Future Rap» совместно с TU-G
  - «Uuchlaarai» совместно с Dardang
  - «Braveheart» совместно с Buma
  - «Hair Bish» совместно с Jivsema
  - «Freestyle» совместно с Dogii
  - «Shivnee» совместно с Tsailgan
  - «White» совместно с Qo

##### Синглы
- 2018 — «Sog2 Hair» совместно с Songol, T808
- 2019 — «Она»

### Проект «Luxor»[71]

##### Альбомы
- 2020 — «89 101»
- 2020 — «Город на дороге» совместно с Alesya KAF
- 2020 — «Город моих ангелов»
- 2021 — «ПРИЗРАК»

##### Синглы
- 2017 — «LUV»
- 2017 — «Богиня»
- 2017 — «Демоны»
- 2017 — «Сети»
- 2017 — «Ароматы»
- 2017 — «Холодно» совместно с Emma M, Мари Краймбрери, Lx24
- 2018 — «Модные»
- 2018 — «NZN»
- 2018 — «Брюнетка»
- 2018 — «Balenciaga» совместно с KEL
- 2018 — «Весел и пьян»
- 2018 — «Paradise»
- 2018 — «No cry» совместно с Люсей Чюботиной
- 2018 — «$uka»
- 2018 — «Gusto»
- 2018 — «Манекены» совместно с marie___marie
- 2018 — «Fantasy»
- 2018 — «Ice»
- 2019 — «One»
- 2019 — «Million»
- 2019 — «Singer»
- 2019 — «Фонари» совместно с DJ Daveed
- 2019 — «Выдумай»
- 2019 — «Без номеров»
- 2019 — «Тайна‍»
- 2019 — «Я не хочу тебя терять» совместно с Up Chi
- 2020 — «Пьяная боль»
- 2020 — «Чужая женщина»
- 2020 — «Ноль-ноль»
- 2020 — «Нольноль»
- 2020 — «Светофоры»
- 2020 — «Это любовь»
- 2020 — «Я закроюсь в хате»
- 2020 — «Кайфуй» Remix by Nikita Goryachikh
- 2020 — «Детка твоё тело»
- 2021 — «Мальчики-красавчики»
- 2021 — «Чужие люди»
- 2021 — «Научи меня любить»
- 2021 — «24»
- 2021 — «Как-нибудь»
- 2022 — «Бесконечная ночь»
- 2022 — «Вальс»
- 2022 — «Hollywood»
- 2022 — «На высоте»
- 2022 — «Ты её забудь»
- 2022 — «10 выходных»
- 2022 — «Минор»
- 2022 — «Пленная»
- 2022 — «Люди грустят» совместно с ELLA
- 2022 — «Сексом пахнет красота»

##### Участие в релизах других исполнителей
- 2011 — «Позови» совместно с Триада
- 2020 — «Freedom» совместно с ВесЪ
- 2021 — «Мачо Luxor Remix» совместно с FиDжи